# Jaffar Towfighi

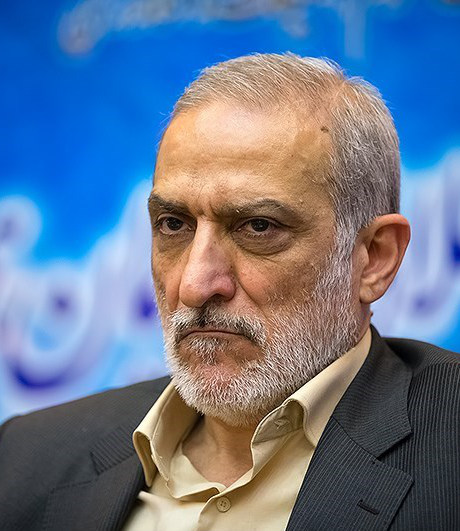
Jaffar Towfighi

Jaffar Towfighi Darian (persisch جعفر توفیقی Dschafar Tofiqi‎; * 19. März 1956 in Teheran, Iran) ist ein iranischer Chemie-Ingenieur, Hochschullehrer und Politiker. Er ist Minister für Wissenschaft, Forschung und Technologie im Kabinett Rohani. Er war bereits Wissenschaftsminister im Kabinett von Mohammed Chatemi.